# Raphaël Collin

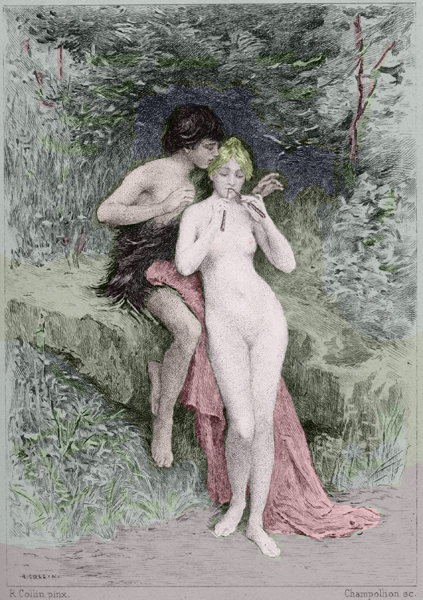
Dafnis i Chloe, 1877

Louis Joseph Raphaël Collin (ur. 17 czerwca 1850 w Paryżu, zm. 21 października 1916 w Brionne) – francuski malarz i ilustrator, przedstawiciel akademizmu, profesor École des Beaux-Arts. Uczestniczył w wymianach artystycznych z Japonią, jego uczniami byli japońscy malarze: Kuroda Seiki, Okada Saburōsuki i Keiichiro Kume. Odznaczony Legią Honorową IV klasy (1894) i orderami: japońskim – Wschodzącego Słońca i bawarskim – św. Michała (Orden zum Heiligen Michael ).